# Dicterias atrosanguinea
Dicterias atrosanguinea är en trollsländeart som beskrevs av Selys 1853. Dicterias atrosanguinea ingår i släktet Dicterias och familjen Dicteriadidae. IUCN kategoriserar arten globalt som otillräckligt studerad. Inga underarter finns listade i Catalogue of Life.